# Consejo Nacional de la Infancia Evacuada (CNIE)
El Consell Nacional de la Infància Evacuada (CNIE) va ser un òrgan creat pel Ministeri d'Instrucció Pública i Belles Arts l'estiu de 1937. Aquest òrgan tenia per objectiu la creació i gestió de colònies infantils tan en territori republicà com a l'estranger on es poguessin refugiar els infants afectats per la guerra civil.

## Organització i funcions
Segons publica la Gaceta de la República en que s'ordena la seva creació el Consell Nacional de la infància evacuada tenia com a funció «cuanto se regiera a la organización, dirección, régimen pedagógico y sostenimiento de las residencias para los ninos evacuados, tanto en España como en otros paises, así como la inspección de las Instituciones de este tipo, realitzada por entidades particulares y oficiales».
Des de la seva creació l'agost de 1937 fins l'abril de 1938, mentre el ministeri estava en mans de Jesús Hernández, el Consell Nacional de la infància Evacuada va estar dirigit pel director de primer ensenyament César García Lombardia, posteriorment i coincidint amb el nomenament de Segundo Blanco Ministre d'Instrucció Pública i Sanitat el càrrec va ser exercit per la pedagoga i mestra Esther Antich i Sariol.
Al llarg dels vora 18 mesos de funcionament el consell va estar organitzat en diverses seccions o conselleries que s'ocupaven de la propaganda, els abastiments, la sanitat, l'economia de les colònies, les residències, el personal pedagògic o les relacions exteriors de l'òrgan. Entre els consellers del CNIE podem destacar Maria Zambrano —que va ocupar la conselleria de propaganda entre octubre de 1937 i gener de 1938, Regina Lago, consellera de personal i orientació pedagògica des de la creació de l'òrgan fins a gener de 1938; Angústias Díaz Usón, Josepa Bastard, Edelmiro Borrás o Coloma Feliubadaló. També hi van col·laborar Joan Comas Camps i Eleuterio Quintanilla, qui va exercir de vicepresident del consell durant diversos mesos.